# (16184) 2000 AD142
A (16184) 2000 AD142 a Naprendszer kisbolygóövében található aszteroida. A LINEAR projekt keretében fedezték fel 2000. január 5-én.